# Bludný balvan v Hradci nad Moravicí
Bludný balvan v Hradci nad Moravicí je bludný balvan ve městě Hradec nad Moravicí na levém břehu řeky Moravice v okrese Opava v pohoří Vítkovská vrchovina (podcelek pohoří Nízký Jeseník) v Moravskoslezském kraji v Horním Slezsku.

## Galerie

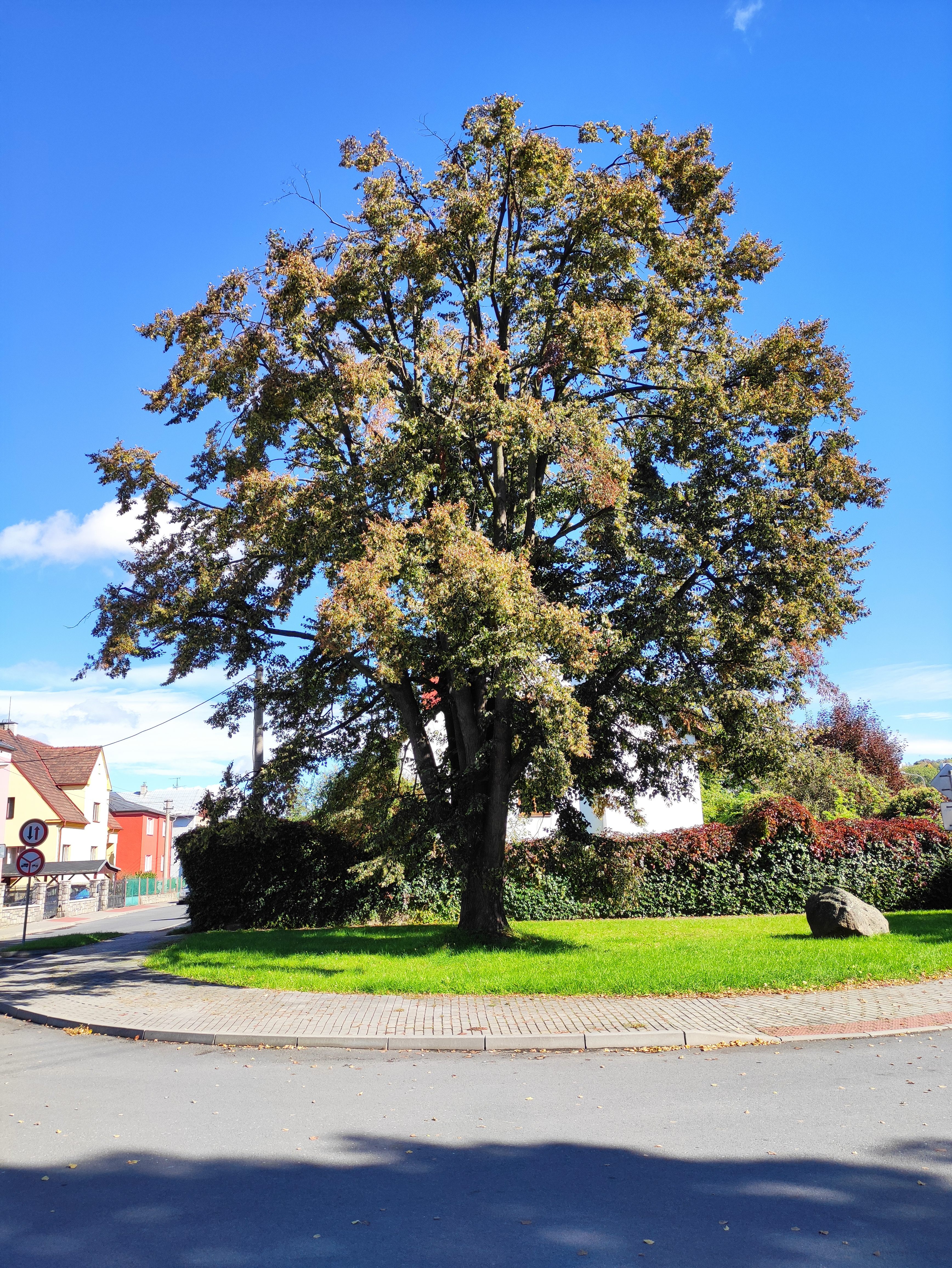
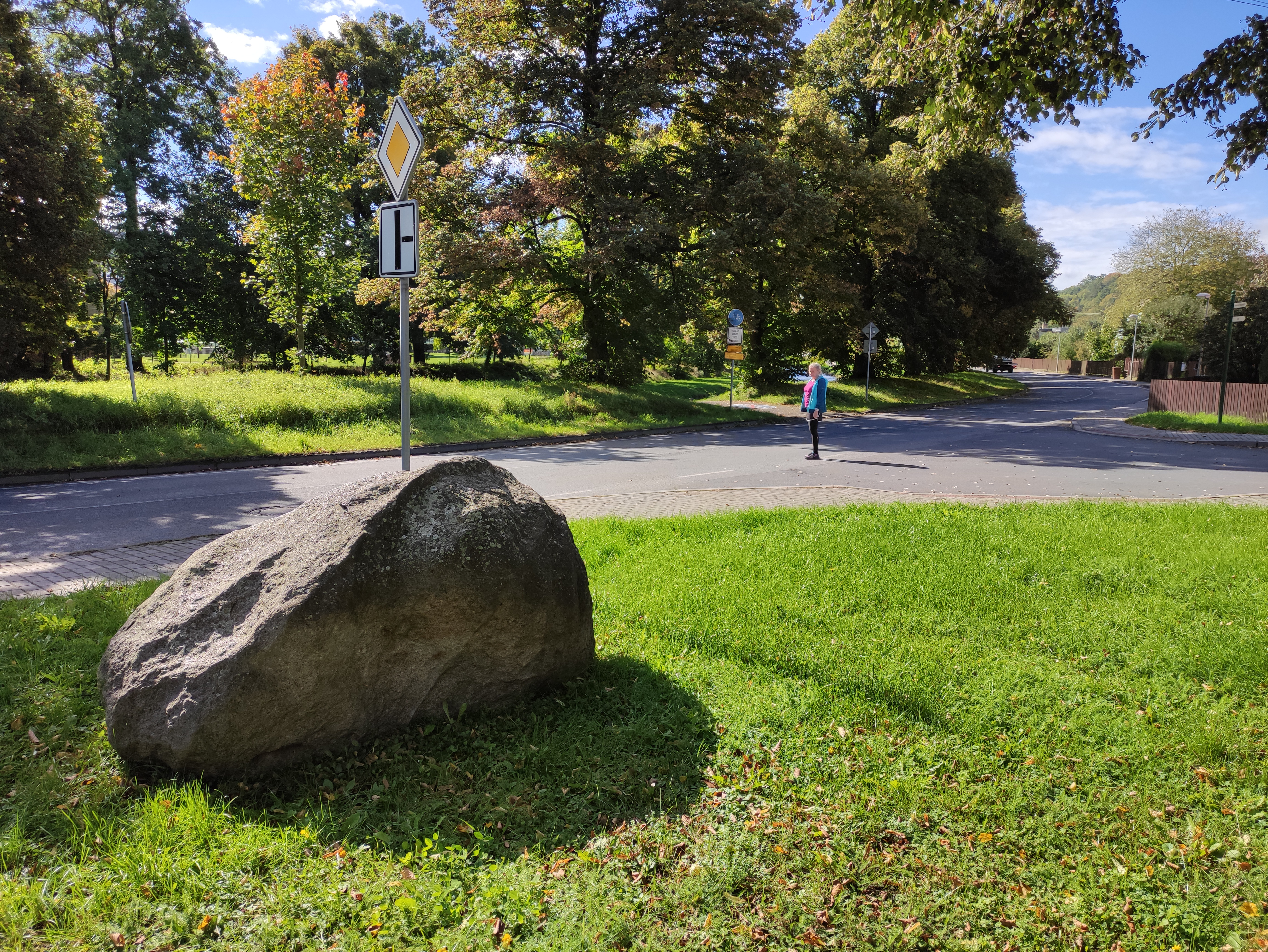
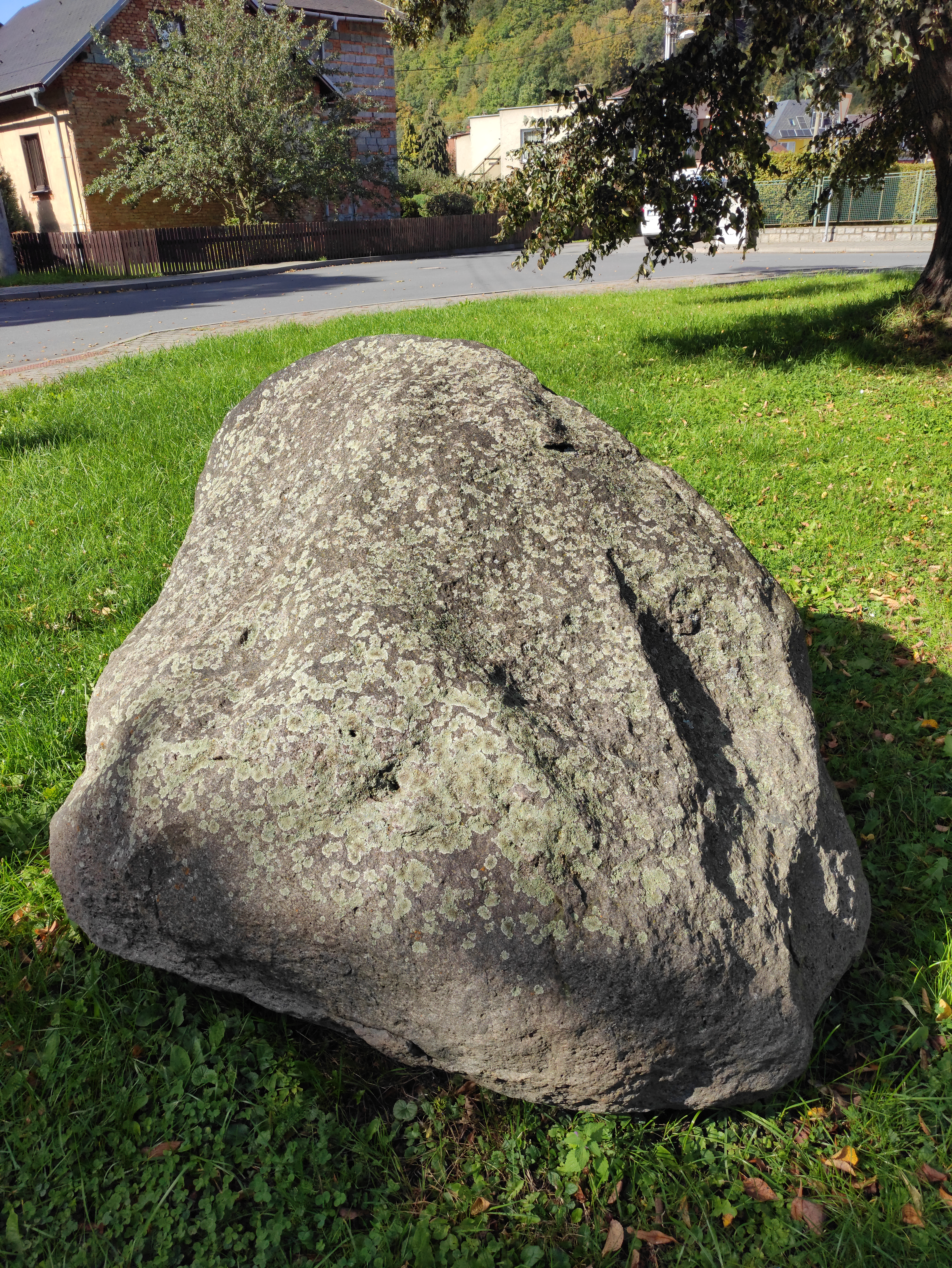

## Další informace
Bludný balvan v Hradci nad Moravicí se nachází v malém parku mezi ulicemi Smetanova a Žimrovická u památné lípy. Žulový balvan pochází ze Švédska a do Česka byl dopraven zaniklým ledovcem v době ledové. Nepravidelně oválny balvan má hmotnost cca 2 t a byl objeven v řece Moravici při úpravách říčního koryta. Největší průměr balvanu je 2,3 m a výška 1,4 m.